# Tosantos
Tosantos è un comune spagnolo di 56 abitanti situato nella comunità autonoma di Castiglia e León.
È situato lungo il Cammino di Santiago, Camino Frances, nella tappa storica tra Belorado e San Juan de Ortega.
Il monumento principale è la Ermita della Virgen de la Pena, scavata in uno sperone di roccia (pena significa appunto roccia);l'8 settembre si celebra con una processione che sale fino alla Eermita, accompagnata da danzatori in costume.http://tosantos.es/fiestas/virgen-de-la-pena